# Hyllus aethiopicus
Hyllus aethiopicus är en spindelart som beskrevs av Embrik Strand 1906. Hyllus aethiopicus ingår i släktet Hyllus och familjen hoppspindlar. Inga underarter finns listade i Catalogue of Life.